# Бивер (округ, Юта)
Бивер (англ. Beaver) — округ штата Юта, США. По состоянию на 2000 год население округа было 6005 человек, что на 26 % больше по сравнению с 1990 годом, тогда было 4765 человек. По оценкам бюро переписи населения США численность населения в 2008 году составляет 6162 человек. Округ Бивер (Beaver переводится как бобр) был так назван из-за большой популяции бобров. Административный центр и самый большой город — Бивер.

## История
Хотя первые исследователи побывали на территории округа ещё в 1776 году, во время экспедиции Домингес-Эскаланте, официально он был создан 5 января 1856 года, когда святые последних дней основали город Бивер.

## География
Согласно бюро переписи населения США, общая площадь округа — 6714 км², из которых: 6708 км² — земля и 6 км² (0,09 %) — вода.

### Города округа
- Бивер
- Гринвилл
- Милфорд
- Майнерсвилл

### Охраняемые природные зоны
- Национальный лес Фишлейк (частично)